# Bountyscharbe
Die Bountyscharbe (Leucocarbo ranfurlyi, Syn.: Phalacrocorax ranfurlyi, englischer Name: Bounty Island Shag) ist eine nur auf den subantarktischen Bountyinseln vorkommende Vogelart aus der Familie der Kormorane (Phalacrocoracidae). Die Art selbst ist monotypisch, d. h., es existieren keine weiteren Unterarten.
Die IUCN stuft die Bountyscharbe als gefährdet (vulnerable) ein, da der weltweite Bestand sehr gering und das Verbreitungsgebiet klein ist. Außergewöhnliche Ereignisse im Verbreitungsgebiet wie beispielsweise ein Ölunfall können sehr weitreichende Auswirkungen auf den Bestand haben. Der globale Bestand wird von der IUCN auf 620 geschlechtsreife Individuen geschätzt.

## Erscheinungsbild

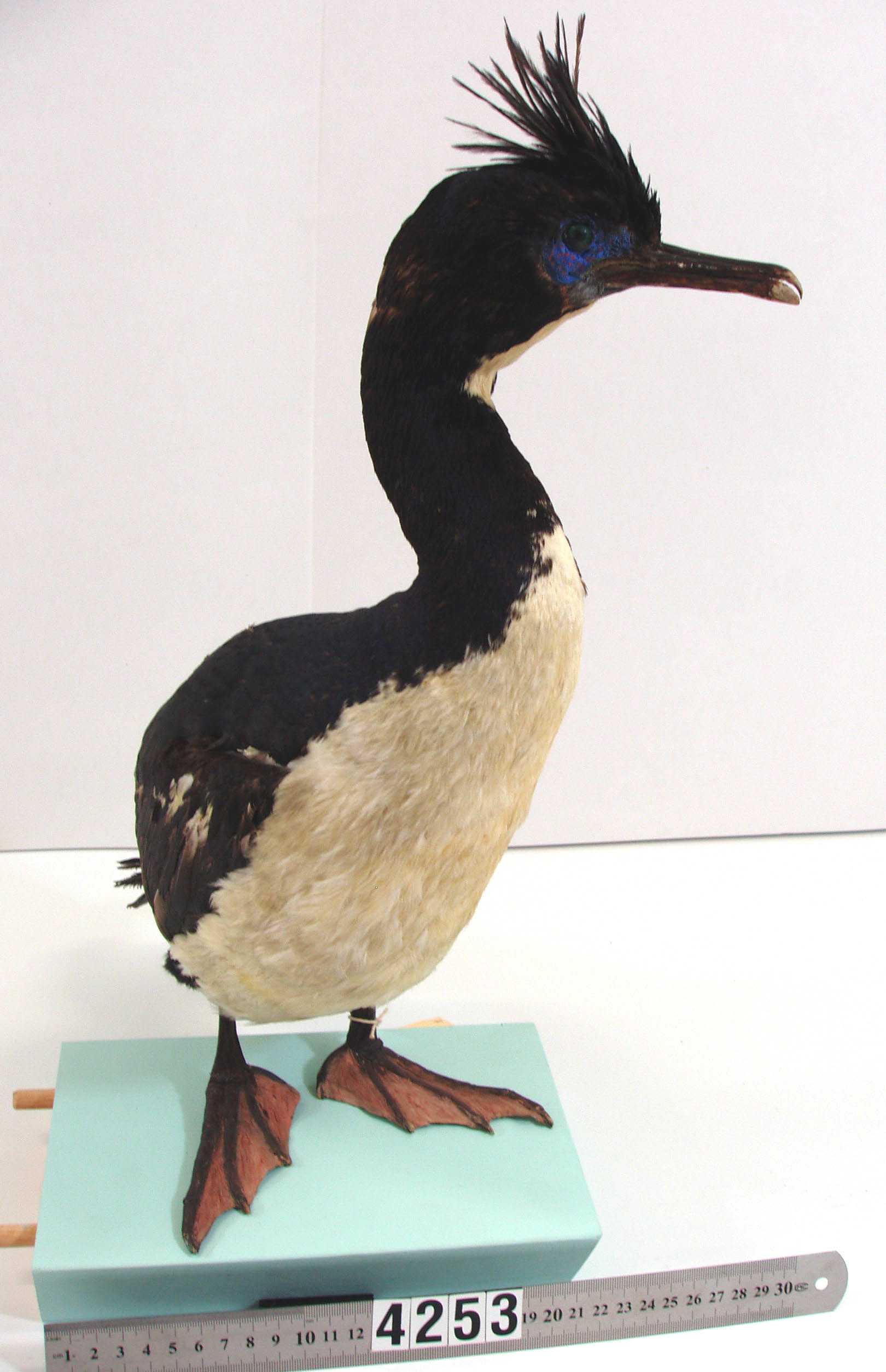
Bountyscharbe, präpariertes Exemplar

Die Bountyscharbe erreicht eine Körpergröße von bis zu 71 Zentimeter. Die Flügellänge beträgt zwischen 27,2 und 30,0 Zentimeter. Bountyscharben wiegen zwischen 2,3 und 2,9 Kilogramm. Männchen sind tendenziell etwas größer und schwerer als die Weibchen.
Die Körperoberseite sowie das Gesicht sind schwarz, die Kehle und der Vorderhals sowie die Körperunterseite ist weiß. Die Füße und Beine sind fleischfarben. Bei den Jungvögeln ist das Gefieder bräunlich und unterscheidet sich nicht vom Gefieder anderer Scharbenjungvögel. Es besteht im Verbreitungsgebiet jedoch keine Verwechslungsmöglichkeiten, da die Bountyscharbe hier die einzig vorkommende Kormoranart ist.
Bountyscharben sind an Land behände, sie laufen in aufrechter Körperhaltung und heben dabei die Füße auffällig an. Während des Fluges ist der Kopf ausgestreckt, er befindet sich niedriger als die Körperachse. Es bestehen keine Verwechslungsmöglichkeiten mit anderen Kormoranarten, da keine Arten dieser Familie auf der Bountinsel vorkommen. Ähnlichkeiten bestehen nur mit der Aucklandscharbe, die nur auf der Inselgruppe der Auckland-Inseln vorkommt.

## Verbreitungsgebiet und Lebensraum
Der natürliche Lebensraum der Bountyscharbe sind Felsen und Klippen. Die endemische Art gilt in ihrem Bestand als verwundbar (aber nicht unmittelbar gefährdet), wobei positiv zu vermerken ist, dass ihr Lebensraum inzwischen unter strengem Naturschutz (UNESCO-Weltnaturerbe) steht. Die Zahl der brütenden Paare beträgt laut der letzten Schätzung gut 500.

## Fortpflanzung
Die Fortpflanzungsbiologie der Bountyscharbe ist bislang nicht sehr gut untersucht. Die Bountyscharbe ist ein Koloniebrüter. Sie nistet entlang von Felsenbändern und an Felsklippen, die außerhalb der Reichweite von Seelöwen, Pinguinen und Albatrossen sind. Die Nester stehen etwa einen Meter auseinander. Bountyscharben sind territorial, beide Elternvögel verteidigen die unmittelbare Nistumgebung.
Die Legezeit fällt in den Zeitraum Oktober und November. Das Gelege umfasst zwei bis drei Eier. Die ersten schlüpfenden Küken wurden bislang am 17. November beobachtet. Über die Entwicklung der Nestlinge ist nichts bekannt.

## Etymologie und Forschungsgeschichte
Die Erstbeschreibung der Bountyscharbe erfolgte 1901 durch William Robert Ogilvie-Grant unter dem wissenschaftlichen Namen  Phalacrocorax ranfurlyi. Das Typusexemplar wurden von Uchter Knox, 5. Earl of Ranfurly am 15. Januar 1901 auf den Bountyinseln gesammelt. 1857 führte Charles Lucien Jules Laurent Bonaparte die neue Gattung Leucocarbo ein. Dieser Name ist ein griechisches Wortgebilde aus »leucos λευκος« für »weiß« und »Carbo« für »Kormoran«. Der Artname »ranfurlyi« ist seinem Entdecker gewidmet.

## Belege

### Einzelbelege
1. ↑  Factsheet auf BirdLife International
2. 1 2  Shirihai, S. 202
3. ↑  Higgins, S. 893
4. ↑  Higgins, S. 894
5. ↑  Higgins, S. 895
6. 1 2  William Robert Ogilvie-Grant  (1901), S. 66.
7. ↑  Charles Lucien Jules Laurent Bonaparte (1857), S. 176–177.
8. ↑  Leucocarbo in The Key to Scientific Names Edited by James A. Jobling